# Piper subflavispicum
Piper subflavispicum är en pepparväxtart som beskrevs av C. Dc.. Piper subflavispicum ingår i släktet Piper och familjen pepparväxter. Inga underarter finns listade i Catalogue of Life.